# Julius von Jan
Pour les articles homonymes, voir Jan.
 (août 2023).
Julius von Jan (né le 17 avril 1897 à Schweindorf, mort le 21 septembre 1964 à Korntal) est un pasteur évangélique luthérien allemand résistant au nazisme.

## Biographie
Julius von Jan est le quatrième des sept enfants du pasteur Albert von Jan. En 1902, la famille s'installe à Gerhausen, près de Blaubeuren, où il est élève de l'école primaire. Il va à l'école latine de Blaubeuren jusqu'en 1908. Il réussit le concours et intègre les séminaires évangéliques luthériennes de Maulbronn et Blaubeuren entre 1911 et 1914, d'abord à l'abbaye de Maulbronn puis au gymnasiale Oberstufe de l'abbaye de Blaubeuren. Sa relation avec les professeurs et ses camarades de classe est très active, il étudie avec beaucoup de zèle et se souvient de cette période comme particulièrement fructueuse. Ayant un sentiment patriotique national allemand, il se porte volontaire au début de la Première Guerre mondiale en août 1914. Il sert sur les fronts en Pologne, en Russie, en Serbie, en Belgique et en France, est blessé par une grenade à main anglaise qui explosé et le touche par des fragments au bras, à la poitrine et à la cuisse. Il est fait prisonnier par les Britanniques en 1917. Plus tard, il considère les deux années de pastorale en captivité comme une « période bénie de réveil ». Cela l'aide à surmonter la profonde déception causée par la défaite allemande et l'effondrement de l'Empire allemand.
Après son retour de prisonnier de guerre, il continue à suivre le chemin d'un séminariste typique du Wurtemberg et étudie la théologie protestante au Tübinger Stift et à l'université Eberhard Karl de Tübingen. À Tübingen, il devient membre de l'association étudiante AG Rothenburg. À l'été 1923 et au printemps 1925, il réussit le premier examen théologique et le deuxième examen théologique et reprend le pastorat à Herrentierbach, près de Blaufelden à la fin de l'été. En 1927, il épouse Martha Munz, avec qui il a cinq enfants, dont trois meurent en bas âge. En 1928, il s'installe à la paroisse de Brettach dans le doyenné de Neuenstadt am Kocher.
À la prise du pouvoir des nazis, il se montre favorable à la répression communiste et au rétablissement des bonnes mœurs. Mais au bout de quelques mois, Julius von Jan entre en conflit avec le régime nazi et rejoint l'Église confessante. Il est représentant des pasteurs dans le district du doyenné de Kirchheim et défend des pasteurs persécutés, comme l'évêque régional Theophil Wurm et Martin Niemöller en 1934. En 1935, Julius von Jan reprend le pastorat d'Oberlenningen, au pied du Jura souabe et non loin de la maison de ses parents. Le pasteur Rheinwald, son prédécesseur, est décédé d'une insuffisance cardiaque à la suite d'une dispute avec le chef du groupe local du NSDAP et la police. Il a des conflits non seulement avec les agences gouvernementales et le NSDAP, mais aussi avec des chrétiens allemands. Mais sa congrégation est largement derrière lui. En mai 1937, quand le zeppelin Hindenburg explose à Lakehurst près de New York. Julius von Jan en fait un sermon où il exhorte « l'humilité devant Dieu » et prend position contre « l'Église germano-chrétienne politisée ». Pour Julius von Jan, la Parole de Dieu représente une obligation bien plus grande que le serment d'allégeance d'un fonctionnaire à l'État, en particulier un État dont le système politique est en contradiction avec la Bible chrétienne.
La politique antisémite s'intensifie et aboutit à la nuit de Cristal, en novembre 1938. Julius von Jan dit que c'est un péché de garder le silence face à ces crimes. Cela met sa vie et sa famille en danger. Une semaine après la persécution des Juifs en Allemagne et l'Anschluss, il condamne l'oppression et la persécution des Juifs et des dissidents. Il déplore l'apostasie de Dieu et du Christ et la culpabilité que le peuple allemand a endossée avec cette injustice, et voit un grand désastre arriver en Allemagne. En particulier, il critique ouvertement le manque de soutien de la direction de l'église du Wurtemberg. Une semaine plus tard, il reprend le sujet dans son sermon. Le 25 novembre, Julius von Jan est arrêté par des hommes de la SA du district du parti de Nürtingen sous la direction du Dr. Walker et le chef des HJ Oskar Riegraf qui l'insultent de « serviteur juif », le maltraitent sévèrement puis placent en détention préventive chez la police. Après avoir fait preuve de solidarité et de sympathie à Kirchheim lors de sa garde à vue, il est transféré à Stuttgart, libéré fin mars 1939 et remis à la Gestapo. Le 13 avril, il est expulsé du Wurtemberg et de la province de Hohenzollern et trouve refuge avec sa famille dans une maison de l'Église de Bavière puis à Ortenburg, près de Passau. Le 15 novembre 1939, Julius von Jan est condamné à 16 mois de prison par un Sondergericht présidé par Hermann Cuhorst à Stuttgart pour avoir enfreint les "Kanzelparagraphen" et la "Heimtückegesetz". Il passe cinq mois dans la prison de Landsberg. Bien que les dirigeants de l'église aient pu empêcher un transfert dans un camp de concentration, ils critiquent le contenu politique et les polémiques des sermons de Jan. Cela entraîne sa suspension et une procédure disciplinaire à son encontre. Après sa libération fin mai 1940, il est déclaré inapte au service militaire et travaille pendant trois ans dans divers lieux de Bavière. Au milieu de 1943, il est envoyé sur le front de l'Est en Russie et en Ukraine comme artilleur dans une Strafkompanie ; par des lettres calomnieuses de la direction du district de la NSDAP à Nürtingen, comme il l'a lui-même rapporté, sa mort intentionnelle au front se ferait « à la manière d'Urie ». La jaunisse permet à Julius von Jan de rentrer chez lui après quatre mois ; il sert dans la protection civile en Bavière, en Styrie et en Hongrie jusqu'à la fin de la guerre.
Après un bref internement par l'armée américaine, il retourne dans sa communauté d'Oberlenningen en septembre 1945, où il est chaleureusement accueilli et travaille encore quatre ans. En 1949, il prend en charge sa dernière congrégation à l'église Saint-Jean de Zuffenhausen. En 1958, à la suite du travail acharné, mais aussi des conséquences tardives de l'emprisonnement et de la guerre, il souffre d'insuffisance rénale et d'une crise cardiaque, ce qui le force à abandonner son travail dans la communauté. Julius von Jan, qui fut lié au piétisme souabe toute sa vie, passe les années de sa retraite dans la Fraternité évangélique de Korntal, où il est aumônier.

## Commémoration
Le 13 octobre 2020, Julius von Jan reçoit à titre posthume le titre honorifique de Juste parmi les Nations par le mémorial israélien Yad Vashem.